# Fabio Restrepo
Fabio Iván Restrepo Cifuentes (Apía, Risaralda; 15 de agosto de 1959-Medellín, Antioquia; 13 de febrero de 2022) fue un actor colombiano de cine y televisión, reconocido principalmente por interpretar a Gerardo en la película Sumas y restas de Víctor Gaviria y por su extensa carrera en el cine y la televisión de Colombia.

## Carrera
Se desempeñaba como conductor de taxi en la ciudad de Medellín cuando fue descubierto por el director Víctor Gaviria, quien le ofreció un papel protagónico en su película Sumas y restas. En la cinta, estrenada en 2004, interpretó a un narcotraficante llamado Gerardo. Su papel le valió el reconocimiento de la crítica especializada, que alabó su naturalidad al momento de actuar. Este hecho lo llevó a ser seleccionado en un papel similar en la serie Sin tetas no hay paraíso, donde encarnó a un narcotraficante llamado Marcial. A partir de entonces el actor se convirtió en una cara reconocida de la televisión colombiana, actuando en producciones destacadas como Rosario tijeras (2010), Pablo Escobar: el patrón del mal (2012), Lady, la vendedora de rosas (2015) y Anónima (2015). También apareció en producciones cinematográficas como Satanás (2007), García (2010), Edificio Royal (2012) y Talento millonario (2017).

## Fallecimiento
Se encontraba internado en la UCI de la Clínica Sagrado Corazón de Medellín desde el 23 de diciembre de 2021 tras dar positivo al COVID-19, enfermedad que se le agravó ya que era diabético e hipertenso, lo cual le generó una neumonía la cual no fue tratada adecuadamente y contrajo gangrena que finalmente produjo su deceso en dicho centro asistencial el 13 de febrero de 2022, a los 62 años de edad. Su hijo, el actor Andrés Restrepo, también había fallecido el pasado 23 de enero por coronavirus.

## Libro publicado
- Verdugo de verdugos, 2002

## Filmografía

### Televisión
- Enfermeras (2019)
- HKO 1947 La popular (2019) — Cipriano Mejía
- Sobreviviendo a Escobar, alias JJ (2017) — Alirio Sandoval
- Blanca (2016) — Don Gerardo
- Anónima (2016)
- Lady, la vendedora de rosas (2015) — Don Elmer
- En la boca del lobo (2014) — Flavio Escolar
- La selección (2013) — Juan Alberto Higuita
- Escobar, el patrón del mal (2012) — Javier Ortiz
- La ruta blanca (2012) — Fermin
- La bruja (2011) — Alcalde
- Rosario Tijeras (2010)
- Tiempo final (2008)
- Plan América (2008) — Wilson Maldonado
- Sin tetas no hay paraíso (2006) — Marcial Barrera

### Cine
• Echo 3 (2021) - Comandante Gerrillero. (Apple TV)
- Caballo de acero (2018) —  Carlos Santamaria
- Talento millonario (2017) — Francisco Reyes
- ¿En dónde están los ladrones?  (2017) —  Tenorio
- Usted no sabe quién soy yo Parte II (2017) — Justo
- Revenge Strategy (2016) — Miguel
- Edificio Royal  (2012)
- Chocó (2012) — Ramiro
- García (2010) — Gómez
- Sin tetas no hay paraíso (2010) — Marcial
- Satanás (2007) — Compinche taxista
- Rosario Tijeras (2005) — Taxista
- Sumas y restas (2004) — Gerardo "Reblujo"